# Staw pod Skokiem
Staw pod Skokiem (słow. Pliesko pod Skokom) – nieduże jeziorko (w Tatrach jeziora nazywane są stawami) w Dolinie Młynickiej w słowackich Tatrach Wysokich. Położone jest na wysokości ok. 1690 m, nieco poniżej wodospadu Skok, po orograficznie lewej stronie szlaku turystycznego prowadzącego tą doliną. Jeziorko jest płytkie, zasilane wodą ze znajdującego się powyżej wodospadu Skok Stawu nad Skokiem. Odpływa z niego potok Młynica. Brzegi jeziora porasta niska kosodrzewina i zespoły górskich ziołorośli. W południowo-wschodnim kierunku w Grani Baszt wznosi się ponad jeziorkiem na wysokość 1865 m Ściana przed Skokiem (Veža pod Skokom).

## Szlaki turystyczne
– żółty szlak ze Szczyrbskiego Jeziora dnem Doliny Młynickiej obok wodospadu Skok i dalej na Bystrą Ławkę do Doliny Furkotnej. Przejście szlakiem przez przełęcz jest dozwolone w obie strony, jednak zalecany jest kierunek z Doliny Młynickiej do Furkotnej w celu uniknięcia zatorów na łańcuchach
- Czas przejścia ze Szczyrbskiego Jeziora do wodospadu: 1:30 h, ↓ 1 h
- Czas przejścia znad wodospadu na Bystrą Ławkę: 2 h, ↓ 1:35 h